# Xenorhina similis
Espèce
Synonymes
- Asterophrys similis Zweifel, 1956

Statut de conservation UICN

 LC  : Préoccupation mineure
Xenorhina similis est une espèce d'amphibiens de la famille des Microhylidae.

## Répartition
Cette espèce est endémique de Nouvelle-Guinée. Son aire de répartition s'étend sur les régions montagneuses du centre de l'île, entre la Nouvelle-Guinée occidentale et la Papouasie-Nouvelle-Guinée. Elle est présente entre 2 200 et 2 800 m d'altitude,.

## Publication originale
- Zweifel, 1956 : Microhylid frogs from New Guinea, with descriptions of new species. American Museum novitates, no 1766, p. 1-49 (texte intégral).